# 쑤저우 베이역

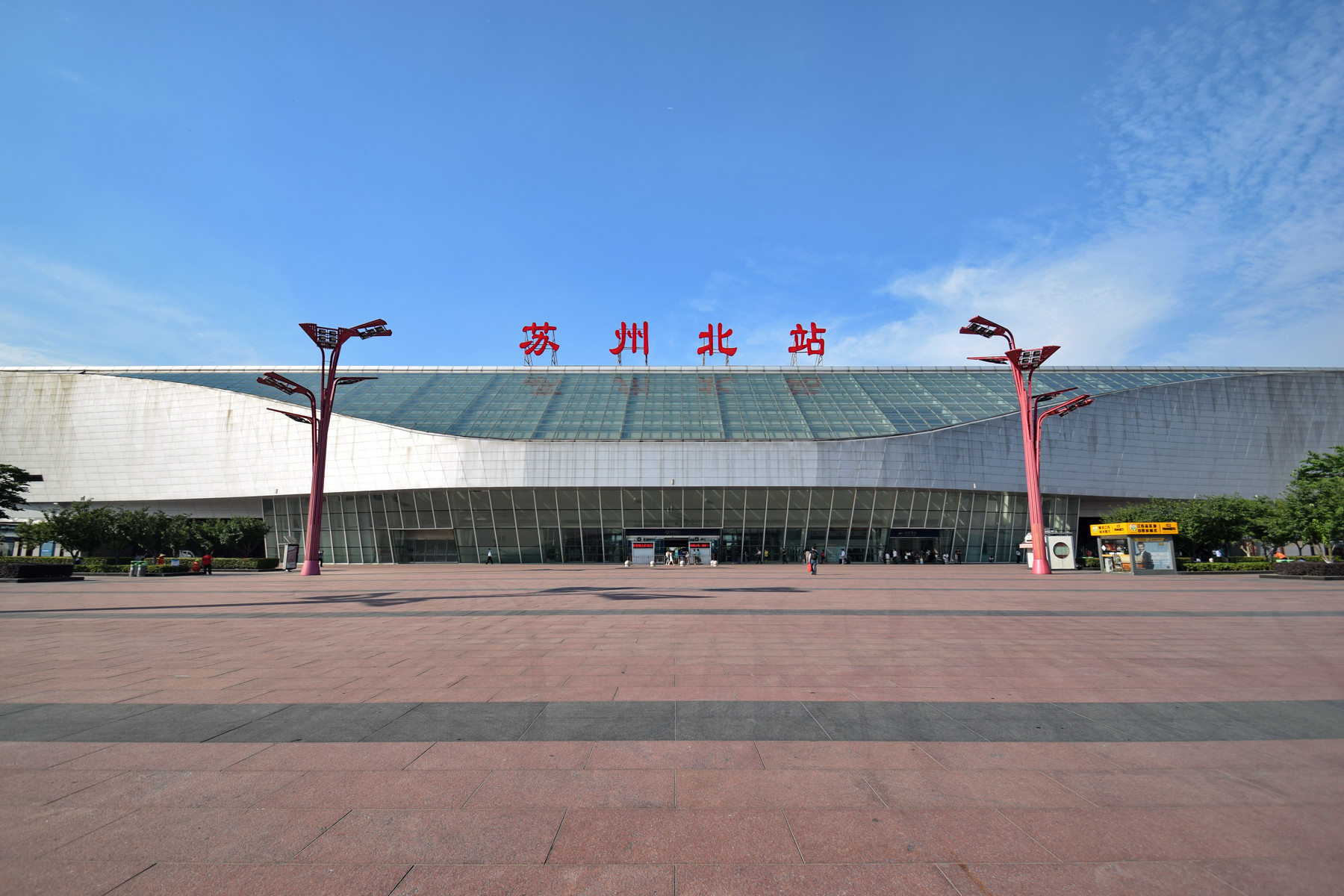

쑤저우 베이역(중국어: 苏州北站)은 중국 장쑤성 쑤저우시에 위치한 징후 고속철도의 철도역이다. 2011년 6월 30일에 영업을 시작하였다. 쑤저우역으로부터 10.5 km 떨어져 있다.